# Rodenkirchen
Rodenkirchen är ett stadsdel i Köln och ingår i stadsdelsområdet med samma namn. Det bodde 16 051 personer i stadsdelen den 31 december 2007. Stadsdelen ligger vid motorvägarna A4 och A555.